# Damernas barr i gymnastik vid olympiska sommarspelen 1972
Damernas barr i gymnastik vid olympiska sommarspelen 1972 avgjordes den 27-31 augusti i Olympiahalle, München.

## Medaljörer
| Gren          | Guld                   | Silver                    | Brons                     |
| Damernas barr | Karin Janz Östtyskland | Olga Korbut Sovjetunionen | Erika Zuchold Östtyskland |

## Resultat

### Final
| Placering | Gymnast                     | C     | O     | Kval  | Final | Totalt |
| --------- | --------------------------- | ----- | ----- | ----- | ----- | ------ |
|           | Karin Janz (GDR)            | 9,850 | 9,700 | 9,775 | 9,900 | 19,675 |
|           | Olga Korbut (URS)           | 9,600 | 9,700 | 9,650 | 9,800 | 19,450 |
|           | Erika Zuchold (GDR)         | 9,700 | 9,600 | 9,650 | 9,800 | 19,450 |
| 4         | Ljudmilla Turisjtjeva (URS) | 9,600 | 9,650 | 9,625 | 9,800 | 19,425 |
| 5         | Ilona Bekesi (HUN)          | 9,600 | 9,550 | 9,575 | 9,700 | 19,275 |
| 6         | Angelika Hellmann (GDR)     | 9,600 | 9,500 | 9,550 | 9,650 | 19,200 |